# Valdefuentes de Sangusín
Valdefuentes de Sangusín is een gemeente in de Spaanse provincie Salamanca in de regio Castilië en León met een oppervlakte van 34,56 km². Valdefuentes de Sangusín telt 229 inwoners (1 januari 2016).

## Demografische ontwikkeling
Bron: INE, 1857-2011: volkstellingen